# Akihiro Sato (fodboldspiller, født oktober 1986)
 For alternative betydninger, se Akihiro Sato. (Se også artikler, som begynder med Akihiro Sato)
Akihiro Sato (født 22. oktober 1986) er en japansk fodboldspiller, som spiller for den japanske fodboldklub Tokushima Vortis.